# Antena 2
Antena 2 est une station de radio publique de la Radio-télévision du Portugal (RTP). Elle diffuse principalement de la musique classique mais aussi du jazz, du fado, de la bossa nova ainsi que des programmes consacrés à la culture.